# 天野忠夫

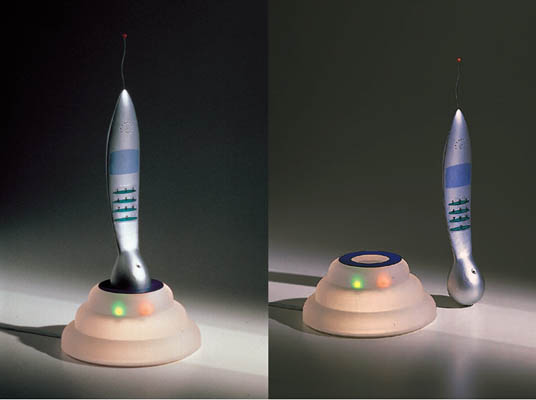
1993 Prossimo コードレスフォン/デザインミュージアム・ロンドン（英）展示作品

天野 忠夫（あまの ただお、1956年 - ）はミラノを拠点とする日本人のデザイナー。1987年よりイタリアと日本で活動開始。1991年よりStudioTAD (ミラノ)代表。師事したイタリア人建築家やデザイナーの影響で、プロダクト・デザインからインテリア・空間デザイン、景観デザインまで手がける。ローゼンタール社（独）から日本人として初めて陶磁器のシリーズが製品化される。作品はデザイン・ミュージアム（ロンドン）などに展示され、雑誌ドムスで紹介される。空間デザインではミラノサローネでのレクサス展などの展示会・見本市での企画・運営を担当。ミラノ工科大学などで教育活動にも従事。デザイン誌などに寄稿。特にミラノサローネは1987年より継続して視察し、2005年よりミラノサローネの主催者COSMITの日本マーケットPRのコンサルタントを担当。

## 来歴・人物
1956年(昭和31年)、山梨県に生まれる。武蔵野美術短期大学デザイン科(工芸デザイン専攻)卒業後、同大学専攻科(工芸デザインコース)終了。モノプロデザイナーズを経て、1997年に渡伊。アンジェロ・マンジャロッティ建築事務所、ロベルト・サンボネ事務所を経て、1991年よりフリーランスデザイナーとしてスツーディオTAD（StudioTAD）をミラノで主宰。範囲はプロダクトデザイン、グラフィック、インテリア、展示会、景観、環境に及び、デザイン・コンサルタント、デザイン・プロデューサーも行なう。
教育にも関与し、ミラノ工科大学、ドムス・アカデミー（伊）や武蔵野美術大学、東京造形大学、SFCなどでワークショップや講義。東京商工会議所などでセミナーもする。2001年にはミラノ工科大学と武蔵野美術大学の姉妹校提携に寄与する。
1990年より日経デザイン誌などに寄稿。その後、継続してイタリア情報を提供。
インテリア・デザインの見本市と言われているミラノサローネは1987年より継続して視察し、2005年よりミラノサローネの主催者COSMITの日本マーケットPRのコンサルタントを担当。日本語HPやポスターを製作。サローネ会期中は見本市会場のインターナショナルPRデスクにStudioTADの日本人スタッフが常駐する。
2010年-2011年に、ミラノで初の日本関連総合イベント、ミ・ジャパン（Mi Japan）を企画・運営する。

## 略歴
- 1956年 山梨県に生まれる
- 1977年 武蔵野美術短期大学デザイン科　(工芸デザイン専攻）卒業
- 1978年 同大学専攻科（工芸デザインコース) 終了
- 1978年-1981年 天馬合成樹脂株式会社（現、天馬株式会社）デザイン室勤務
- 1981年-1987年 モノプロデザイナーズ（株）デザイン室勤務
- 1987年 ペルージャ外国人大学イタリア語 語学研修
- 1987年-1988年 アンジェロ・マンジャロッティ建築事務所勤務
- 1988年 ロベルト・サンボネ　デザイン事務所勤務
- 1988年-1991年 サンボネ（株）契約デザイナー
- 1991年 StudioTAD設立（MILANO）現在に至る

## 展示会の設計・設営コンサルタント
- 1996年 ミッソーニの世界展（セゾン美術館）
- 1997年-2012年　国際アイウェアー見本市 MIDO展（ミラノ）
- 1998年　国際金属加工・ロボット見本市 BIMU展（ミラノ）
- 1999年-2012年　国際アイウェアー見本市 SILMO展（パリ）
- 2002年-2010年　国際シューズ見本市 Micam展（ミラノ）
- 2004年　サローネ国際家具見本市 Okamura展（ミラノ）
- 2005年　愛知万博イタリア館
- 2005年-2006年　ミラノサローネ LEXUS展（ミラノ）
- 2005年-2008年　ミラノサローネ TOTO展（ミラノ）
- 2006年-2007年　TOD'S 表参道、新作発表会
- 2006年　ミラノサローネ　Pioneer展（ミラノ）
- 2006年　ミラノサローネ　DoCoMo展（ミラノ）
- 2006年　ミラノサローネ　KOKUYO展（ミラノ）
- 2007年　ミラノサローネ「つなぐ」展（ミラノ）
- 2007年-2008年　ミラノサローネ Yamaha展（ミラノ）
- 2007年　エウロルーチェ国際照明見本市 Stanley展（ミラノ）
- 2007年　アンビエンテ国際家庭用品見本市 ONAO展（フランクフルト）
- 2007年　オプティ国際アイウェアー見本市 Hamamoto展（ミュンヘン）
- 2008年　マチェフ国際家庭用品見本市 ONAO展（ミラノ）
- 2008年　サローネ国際家具見本市 SOZO-Comm展（ミラノ）
- 2008年　ミラノサローネ Toshiba展（ミラノ）
- 2008年-2010年　ミラノサローネ Panasonic電工展（ミラノ）
- 2012年　ミラノサローネ LIXIL展（ミラノ）

## 受賞歴
- 1983年  日本洋食器デザインコンペティション燕市長賞
- 1986年  第一回国際陶磁器コンペティション美濃 '86審査員特別賞
- 1991年　国際オフィス家具コンペティション「TRAU1991」2位　(イタリア)
- 1991年　第一回国際スペースデザインコンペティション　1991入選　(イタリア)

## 展覧会・見本市出品
- 1988年-1990年 「Tra il Mare e il Fare展」Villa Bernocchi ,  Premeno  (イタリア)
- 1989年 ギャラリー“Disigno” , Bologna  (イタリア)
- 1990年 ギャラリー NOMO,  Nomo-Novara (イタリア)
- 1993年 ギャラリー“ALPHA CENTAURI”,  Parma (イタリア)
- 1993年 MIA展,  Monza  (イタリア)
- 1993-1996年 ギャラリー“NIMIUS”, Milano (イタリア)
- 1994-1995年 デザイン・ミュージアム,  London (イギリス)
- 1996-1997年 リビングデザインセンター OZONE  (東京)
- 1999年 現代日本のセラミックデザイン展 (名古屋)
- 2001-2002年  Salone Satellite、Milano (イタリア)

## ワークショップ・講演会・セミナー
- ミラノ工科大学、ドムス・アカデミー、IED（伊）、武蔵野美術大学、東京造形大学、SFC慶應大学湘南藤沢キャンパス、ルネサンス・デザインアカデミー
- 名古屋国際デザインセンター、山梨県デザインセンター、甲府商工会議所、EDO-東京商工会議所千代田支部、OBK-大田ビジネス創造協議会、

## 所属・団体
- SEMI イタリア外国人記者クラブ　正会員
- ADI イタリア工業デザイナー協会　正会員
- Associazione Eu Japan 理事長
- ミラノ工科大学、デザイン学部契約教授